# Gigantosciapus oldroydi
Gigantosciapus oldroydi är en tvåvingeart som beskrevs av Grichanov 1997. Gigantosciapus oldroydi ingår i släktet Gigantosciapus och familjen styltflugor. Inga underarter finns listade i Catalogue of Life.